# Musica (rivista)
Musica è una rivista italiana che tratta di musica classica. Dal 1999 viene pubblicata da Zecchini Editore.

## Storia
Fondata nel 1977 da Umberto Masini, la rivista è stata poi diretta brevemente da Laura Poli, per 13 anni da Stephen Hastings e, da settembre 2014, da Nicola Cattò.